# 하트스톤
《하트스톤》(Hjartasteinn, Heartstone)은 덴마크에서 제작된 구두문두르 아르나르 구드문드손 감독의 2016년 드라마 영화이다. 발더 아이나르손 등이 주연으로 출연하였고 구두문두르 아르나르 구드문드손 등이 제작에 참여하였다.
이 영화는 Borgarfjörður eystri에서 촬영되었다.

## 출연

### 주연
- 발더 아이나르손
- 블라에 힌릭손

### 조연
- 니나 독 필립푸스도티르
- 스벤 울라우프 구나르손
- 난나 크리스틴 마그누스도티르
- 소렌 맬링
- 군나르 욘손
- 딜야 발스도티르
- 카틀라 냘스도티르

## 기타
- 미술: 훌다 헬가도티르
- 의상: 헬가 로스 한남